# Kensington Society
La Kensington Society (1865–1868) est une société de discussion des femmes britanniques à Kensington, Londres, qui devient un groupe où les femmes suffragistes se réunissent pour discuter des droits des femmes et organisent les premières campagnes pour le suffrage féminin, l'enseignement supérieur et la propriété.

## Histoire
La société, formée en mars 1865, se réunit au domicile  de sa présidente, Charlotte Manning, à Kensington et entretient une relation étroite avec les établissements d'enseignement supérieur anglais accessibles aux femmes. La plupart des membres sont des femmes jeunes, célibataires et instruites de la classe moyenne. Neuf des onze membres d'origine ne sont pas mariées, ce qui suggère un engagement plus large en faveur de l'autonomisation des femmes. La société comprend : Barbara Bodichon, Emily Davies, Frances Buss, Dorothea Beale, Jessie Boucherett, Elizabeth Garrett Anderson, Helen Taylor, Charlotte Manning, Anna Swanwick, Anne Clough et Rosamond Davenport Hill. Une autre des premiers membres, Emelia Russell Gurney est l'épouse de Russell Gurney qui présente une législation au Parlement sur les droits des femmes à la propriété et à l'exercice de la médecine . L'adhésion s'est étendue à 33 membres par la fondation officielle, avec un total de 58 membres l'année suivante et 67 membres l'année de sa dissolution, en 1868.
Dans un souci d'efficacité et de qualité de discussion, chaque membre soumet une question de discussion avant les réunions. Charlotte Manning, Isa Craig et Emily Davies choisissent les trois questions qui présentent le « plus grand intérêt » pour le groupe et les présentent. Les membres échangent des réponses et en discutent lors de la réunion suivante. En donnant à tous ses membres la possibilité de participer à des débats et à des discussions constructives, la Société  permet à des femmes compétentes et éduquées d’articuler leurs réflexions sur l’expansion du suffrage et des mouvements politiques plus égalitaires. La société demande la somme substantielle de deux shillings et six pence par an et la même somme pour chaque réunion. La maison de Manning est utilisée parce qu'elle pouvait accueillir le nombre de femmes présentes. Les opinions exprimées lors des réunions ne sont pas enregistrées, mais les sujets choisis comprenaient l'obéissance des filles, la question de savoir si les garçons et les filles devaient apprendre les mêmes matières et si les femmes pouvaient aspirer à être parlementaires ou magistrates si jamais elles avaient le droit de vote.
Le 28 avril 1866, les membres de la société, Barbara Bodichon, Emily Davies et Jessie Boucherett rédigent une pétition pour défendre le droit de vote de « tous les chefs de famille, sans distinction de sexe, qui possèdent les propriétés ou les qualifications de location que votre honorable Chambre peut déterminer ». Cette pétition est la première du genre, mais exclut spécifiquement les femmes mariées, dont les maris gèrent leurs biens et détiennent le pouvoir d'étouffer le document. La Kensington Society s'appuie sur les réseaux sociaux pour obtenir 1 499 signatures. La Société adresse cette pétition à Henry Fawcett et John Stuart Mill, deux députés qui sont en faveur du suffrage universel. Mill ajoute un amendement accordant aux femmes des droits politiques égaux au projet de loi de réforme en 1866 et, avec Henry Fawcett, le présente au Parlement. La chambre rejette l'amendement avec un vote de 196 contre 73, mais la Kensington Society persiste.
À la suite de cette défaite, la société décide d'essayer de nouvelles tactiques. Le 5 juillet 1867, elle est rebaptisée London National Society for Women's Suffrage et forme une fédération souple avec un groupe similaire basé à Manchester et à Édimbourg, la National Society for Women's Suffrage (NSWS). Finalement, 17 organisations similaires s'allient et forment la National Union of Women's Suffrage Societies (NUWSS) et jouent un rôle clé dans le succès ultime du mouvement de suffrage des femmes.
La Kensington Society facilite la discussion entre les femmes progressistes et motivées de Londres au XIXe siècle. Leurs discussions et leurs actions politiques servent de fondement aux mouvements de suffrage des femmes et catalysent l'action politique. Plusieurs de ses membres continuent de plaider en faveur d'un changement vers et au-delà du point où les femmes anglaises exercent le droit de vote. Bien qu'officiellement active seulement de 1865 à 1868, la Kensington Society joue un rôle crucial dans l'établissement du droit de vote des femmes au Royaume-Uni.